# 汕头市鮀滨职业技术学校
汕头市鮀滨职业技术学校成立于1983年，汕头民间又称"五中"或"鮀滨"。

## 发展历史
汕头市鮀滨职中于1983年由汕头市五中改制创办；1991年被广东省政府批准为首批省级重点职中；2000年被教育部批准为首批国家(中华人民共和国)级重点职中。1999年2月当地的外语中专、旅游中专、鮀滨职中三校合并。2006元旦统一使用"汕头市鮀滨职业技术学校",原来的"外语中专"、"旅游中专"、"鮀滨职中"这三个名称不再使用。

## 评价
该校是汕头当地同等学校中校风和学习成绩相对较好的职业高中。